# Limonium lacertosum
Espèce
Limonium lacertosum est une espèce de plantes à fleurs de la famille des Plumbaginaceae endémique de la Tunisie.